# Mendig
Mendig est une ville dans l'arrondissement de Mayen-Coblence, en Rhénanie-Palatinat et le siège administratif du Verbandsgemeinde Mendig.

## Géographie
La ville de Mendig est située dans la région de l'est de l'Eifel près du Rhin.

## Histoire

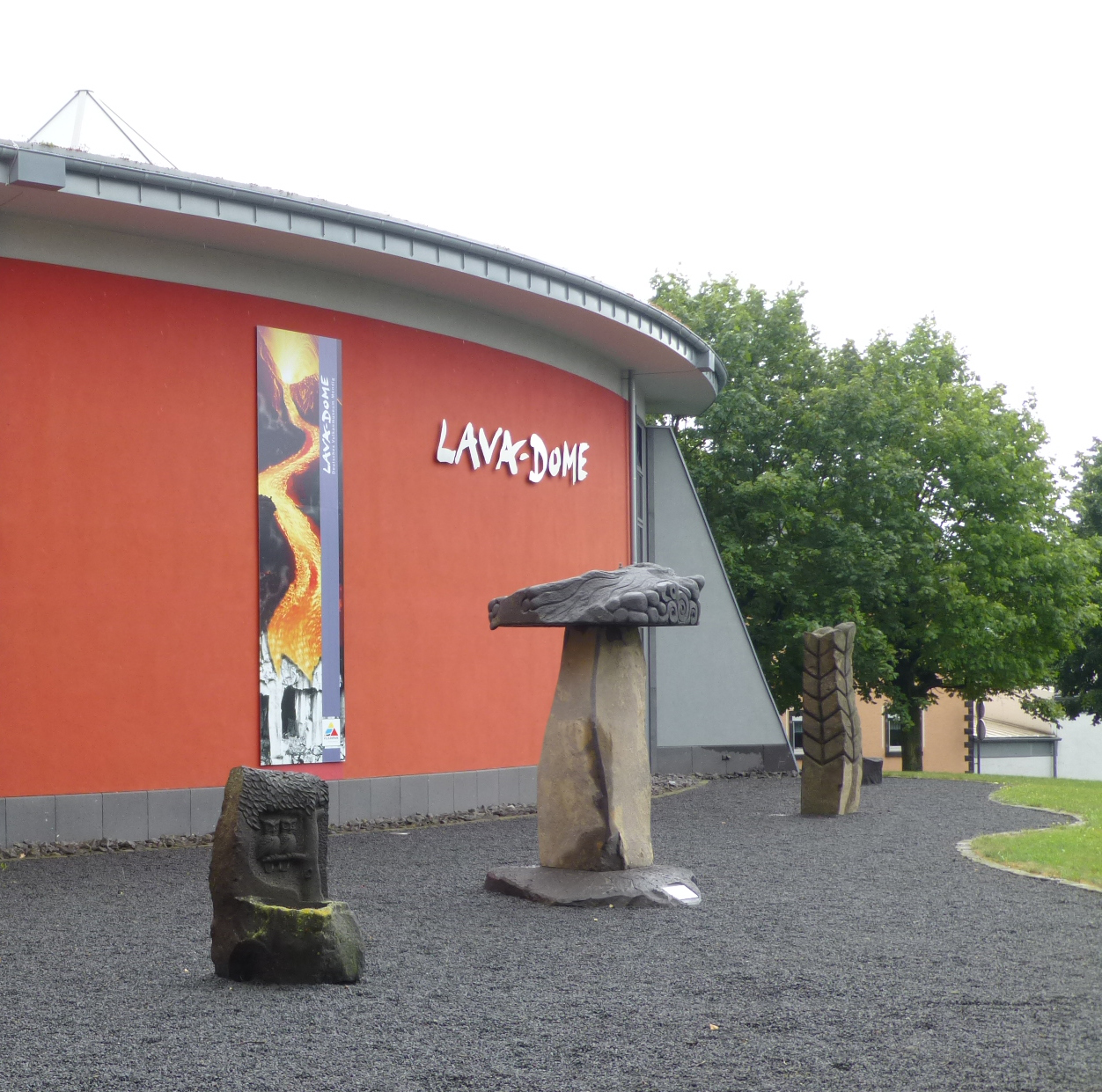
Le Musée consacré au volcanisme de l'Eifel, accès à la visite de la mine de basalte formée il y a 200000 ans.

Mendig a été mentionnée pour la première fois en 1041 en tant que menedich.
Depuis l'époque romaine jusqu'au XIXe siècle, Mendig a prospéré grâce à l'extraction et la transformation de basalte, d'abord pour la production de pierres à moulin puis de pierres de construction. Ce basalte provient de la lave du volcan Wingertsberg. La température idéale de la mine a aussi permis la conservation de la bière.
Par ordre du conseil municipal le 7 juin 1969, la ville Mendig fut constituée.

## Politique

### Conseil municipal
Le conseil municipal à Mendig se compose de vingt-quatre membres élus lors des élections locales le 26 mai 2019. Le maire de la ville en est le président honoraire.
Sièges au sein du conseil élu :
|      | SPD | CDU | FDP | Les Verts | Total     |
| 2019 | 8   | 11  | -   | 5         | 24 sièges |
| 2014 | 10  | 11  | -   | 3         | 24 sièges |
| 2009 | 10  | 11  | 1   | 2         | 24 sièges |
| 2004 | 8   | 14  | 1   | 1         | 24 sièges |

### Héraldique
| Blason de Mendig | Blasonnement des armes de Mendig : parti, au 1 de sable au lion d’or couronné de gueules ; au 2 d’argent à la croix de gueules chargée d’une meule de moulin d’azur. |

### Jumelage
La ville de Mendig entretient depuis 1966 un partenariat avec la ville d'Yerres en France.

## Pour approfondir

## Sources
1. ↑  Lava-Dome, Deutsches Vulkanmuseum Mendig, dépliant de 2014.
2. ↑  municipales de Rhénanie-Palatinat, en 2019, le conseil

- (de) Cet article est partiellement ou en totalité issu de l’article de Wikipédia en allemand intitulé « Mendig » (voir la liste des auteurs).